# Дединці
Де́динці (болг. Дединци) — село у Великотирновській області Болгарії. Входить до складу общини Златариця.

## Населення
За даними перепису населення 2011 року у селі проживали 0 осіб.
Динаміка населення: